# آنگوس کینگ
آنگوس کینگ (به انگلیسی: Angus King) (زادهٔ ۳۱ مارس ۱۹۴۴) سناتور ایالت مین در سنای ایالات متحده آمریکا است که برای نخستین‌بار در ۳ ژانویه ۲۰۱۳ به‌عضویت این مجلس درآمد. وی در زمرهٔ سناتورهای گروه اول است که تنها دو سال در سنا حضور دارند و در انتخابات بعدی نیز مجدداً می‌توانند شرکت کنند و تا تاریخ ۳ ژانویه ۲۰۱۹ در این مجلس خواهد بود.

## اوایل زندگی و تحصیلات
کینگ در شهر الکساندریا ویرجینیا به دنیا آمد پدر و مادر وی الن آرچر و یک وکیل به نام آنگوس استنلی کینگ بودند.
کینگ مدرک کارشناسی خود را از کالج دارثموث دریافت کرد در سال ۱۹۶۶ در حالی که هنور دانشجو دارثموث بود به انجمن برادری دلتااوپسیلون پیوست سپس به دانشکده حقوق دانشگاه ویرجینیا رفت و در سال ۱۹۶۹ فارغ التحصیل شد